# تپه سفت
تپه سفت در شهرستان تفرش، بخش فراهان، دهستان فرمهین، روستای گازران واقع شده و این اثر در تاریخ ۱۸ اسفند ۱۳۸۷ با شمارهٔ ثبت ۲۵۰۵۵ به‌عنوان یکی از آثار ملی ایران به ثبت رسیده است.